# Mindergetreide

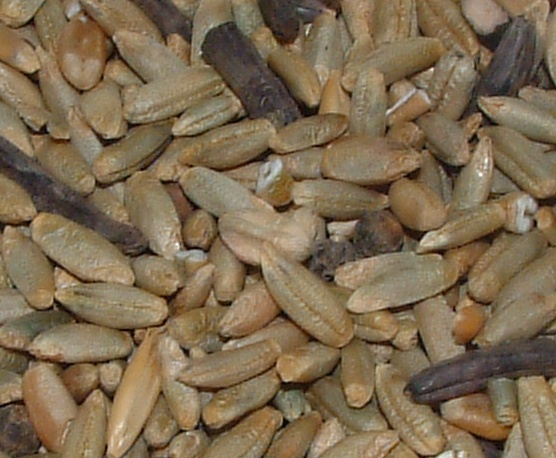
Mit Mutterkorn verunreinigter Roggen

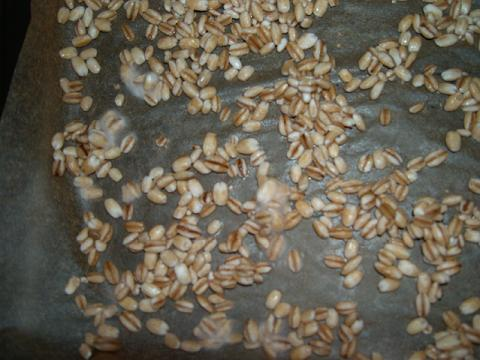
Schimmelbildung bei Gerste

Als Mindergetreide werden Partien von Getreidekörnern bezeichnet, die den Qualitätskriterien für die Verwendung als Lebens- oder Futtermittel nicht entsprechen, weil sie zu stark verunreinigt sind oder Feuchtigkeitsschäden aufweisen. Auch zu hoch mit Schimmelgiften belastetes Getreide wird meist zum Mindergetreide gezählt.

## Aufkommen
Der Anteil von Mindergetreide und mit Schimmelgiften (Fusarientoxine) belastetem Getreide an der gesamten Getreideernte wird auf rund 7 Prozent geschätzt. Das entspricht etwa 3 Millionen Tonnen pro Jahr in Deutschland. Mit der Verschärfung der Qualitätsstandards für Futtermittel in Bezug auf Fusarientoxine ist das Aufkommen an entsprechenden nicht marktfähigen Partien gestiegen. Bei besonders feuchtem Witterungsverlauf in der Vegetationszeit und während der Ernte nimmt der Anteil an Mindergetreide deutlich zu.

## Verwendung
Anfallendes Mindergetreide muss entsorgt werden und stellt daher einen Kostenfaktor dar, wenn es keiner anderen Verwertung zugeführt werden kann.
Wegen des dezentralen Anfalls direkt beim Landwirt und des geringen Marktwertes sowie wegen der nicht vorhandenen Nahrungsmittelkonkurrenz gilt Mindergetreide als besonders geeigneter Einsatzstoff für die Getreideverbrennung zur dezentralen Wärmeerzeugung. Aufgrund der seit 2006 stark gestiegenen Preise für Konsumgetreide sind für die  Getreideverbrennung inzwischen vor allem Mindergetreide und Getreide-Ausputz (Reste aus der Getreidereinigung: Klein- und Bruchkorn, Spelzen, Unkrautsamen) vorgesehen.
In Ethanolanlagen lässt sich Mindergetreide nicht, in Biogasanlagen nur bedingt einsetzen.